# Simion Bărnuțiu

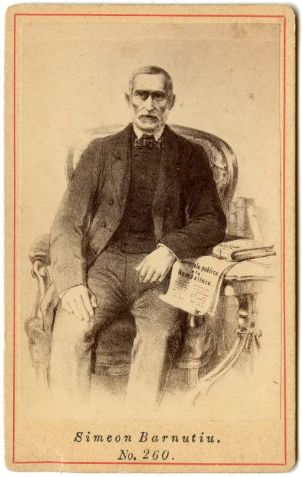
Simion Bărnuțiu

Simion Bărnuțiu (ur. 21 lipca 1808 w Bocșa w okręgu Sălaj, zm. 28 maja 1864 r. w Sânmihaiu Almașului) – rumuński historyk, prawnik i filozof, polityk i mówca, opowiadający się głośno za wolnością i niepodległością Rumunii.
Studiował teologię w Blaju, a następnie prawo w Sybinie, Wiedniu i Pawii. Był jednym z czołowych organizatorów i przywódców Wiosny Ludów w Siedmiogrodzie w 1848 r. Po jej upadku przebywał w Wiedniu. Zaproszony przez A.T. Lauriana, wówczas generalnego inspektora szkół w Mołdawii, w 1854 r. zamieszkał w Jassach, gdzie wykładał filozofię i prawo na tamtejszej Academia Mihaileana (od 1860 r.: Uniwersytet Alexandru Ioan Cuza).
Był jednym z czołowych przedstawicieli tzw. szkoły latynistycznej w historiografii rumuńskiej, zakładającej bezpośrednie pochodzenie Rumunów od starożytnych Rzymian a języka rumuńskiego wprost od łaciny. Swoje poglądy w tym zakresie, dotyczące m.in. ustroju państwa i prawa, zawarł w wydanych już pośmiertnie dziełach pt. Dreptul public al românilor (Jassy, 1867), Dreptul natural privat (Jassy, 1868) i
Dreptul natural public (1870).